# Černá mensurální notace
Černá mensurální notace se používala přibližně v období mezi roky 1230–1430. 

## Dějiny
Mensurální notace se vyvinula ve 13. století, urychlena díky rozlišování rytmů. Kolem roku 1280 Franko Kolínský formuloval pravidla tohoto notačního způsobu ve svém traktátu Ars cantus mensurabilis. Po něm je pojmenována první podoba černé mensurální notace frankonská notace. 

## Charakteristika
S pomocí frankonské notace bylo poprvé možné jednoznačně zapsat délkové hodnoty (trvání) v hudbě. Nejdůležitějšími notovými znaménky byly brevis a longa. V tehdejší době byl základní rytmus třídobý, proto má longa trvání tří breves (jedná se o tzv. perfektní longu / longa perfecta). V rámci určitého seskupování not může mít také hodnotu dvou breves (tedy imperfektní / longa imperfekta), tak např. ve sledu longa – brevis – longa – brevis …, v němž (vždy nedokonalá) longa (2 doby) a brevis (1 doba) dohromady tvoří třídobou jednotku. Rovněž tak mohou jiné notové hodnoty být dvakrát nebo třikrát tak dlouhé než nejbližší menší notová hodnota. Následující vyobrazení představuje všechny notové hodnoty frankonské notace, počínaje největšími. 

  Maxima nebo Longa duplex —  Longa —  Brevis —  Semibrevis